# بليجني-بيسوتشنوي (نيجني نوفغورود)
بليزهني-بيسوتشنويي (بالروسية: Ближне-Песочное) هي مدينة في مقاطعة نيجني نوفغورود أوبلاست في روسيا.